# Gran Premi d'Alemanya del 2004
Resultats del Gran Premi d'Alemanya de Fórmula 1 de la temporada 2004, disputat al circuit de Hockenheimring el 25 de juliol del 2004.

## Resultats
| Pos | No | Pilot                | Equip              | Voltes | Temps/ Retirada  | Pos. de sortida | Punts |
| --- | -- | -------------------- | ------------------ | ------ | ---------------- | --------------- | ----- |
| 1   | 1  | Michael Schumacher   | Ferrari            | 66     | 1h 23' 54. 848   | 1               | 10    |
| 2   | 9  | Jenson Button        | BAR - Honda        | 66     | + 8.388 s        | 13              | 8     |
| 3   | 8  | Fernando Alonso      | Renault            | 66     | + 16.351 s       | 5               | 6     |
| 4   | 5  | David Coulthard      | McLaren - Mercedes | 66     | + 19.231 s       | 4               | 5     |
| 5   | 3  | Juan Pablo Montoya   | Williams - BMW     | 66     | + 23.055 s       | 2               | 4     |
| 6   | 14 | Mark Webber          | Jaguar - Cosworth  | 66     | + 41.108 s       | 11              | 3     |
| 7   | 4  | Antônio Pizzonia     | Williams - BMW     | 66     | + 41.956 s       | 10              | 2     |
| 8   | 10 | Takuma Sato          | BAR - Honda        | 66     | + 46.842 s       | 8               | 1     |
| 9   | 11 | Giancarlo Fisichella | Sauber - Petronas  | 66     | + 67.102 s       | 14              |       |
| 10  | 15 | Christian Klien      | Jaguar - Cosworth  | 66     | + 1' 08.578 min. | 12              |       |
| 11  | 7  | Jarno Trulli         | Renault            | 66     | + 1' 10.258 min. | 6               |       |
| 12  | 2  | Rubens Barrichello   | Ferrari            | 66     | + 1' 13.252 min. | 7               |       |
| 13  | 12 | Felipe Massa         | Sauber - Petronas  | 65     | + 1 Volta        | 16              |       |
| 14  | 17 | Olivier Panis        | Toyota             | 65     | + 1 Volta        | 9               |       |
| 15  | 19 | Giorgio Pantano      | Jordan - Ford      | 63     | + 3 Voltes       | 17              |       |
| 16  | 21 | Zsolt Baumgartner    | Minardi - Cosworth | 62     | + 4 Voltes       | 20              |       |
| 17  | 20 | Gianmaria Bruni      | Minardi - Cosworth | 62     | + 4 Voltes       | 19              |       |
| Ret | 18 | Nick Heidfeld        | Jordan - Ford      | 42     | Direcció         | 18              |       |
| Ret | 16 | Cristiano da Matta   | Toyota             | 38     | Punxada          | 15              |       |
| Ret | 6  | Kimi Räikkönen       | McLaren - Mercedes | 13     | Accident         | 3               |       |

## Altres
- Pole: Michael Schumacher 1' 13. 306

- Volta ràpida: Kimi Räikkönen 1' 13. 780 (a la volta 10)